# ایلدار اخمتزیانف
ایلدار اخمتزیانف (روسی: Ильдар Раушанович Ахметзянов؛ زادهٔ ۲۵ نوامبر ۱۹۸۳) بازیکن فوتبال اهل روسیه است. 
از باشگاه‌هایی که در آن بازی کرده‌است می‌توان به باشگاه فوتبال آمکار پرم، باشگاه فوتبال کوبان کراسنودار، باشگاه فوتبال کاماز نابرژنیه چلنی، و باشگاه فوتبال نفتخیمیک نیژنکامسک اشاره کرد.